# Aaron Estrada
Aaron S. Estrada (Woodbury, Nueva Jersey; 3 de febrero de 2001) es un baloncestista estadounidense que pertenece a la plantilla de los Motor City Cruise de la G League. Con 1,91 metros de estatura, juega en la posición de base.

## Trayectoria deportiva

### Universidad
Jugó una temporada con los Peacocks de la Universidad de San Pedro, en la que promedió 8,1 puntos, 2,5 rebotes y 1,9 asistencias por partido, que le valieron para ser elegido Rookie del Año de la Metro Atlantic Athletic Conference.
Al término de la temporada optó por ser transferido a los Ducks de la Universidad de Oregón, eligiéndolos por delante de Creighton y Syracuse. Jugó una temporada en la que apenas apareció en nueve partidos, en los que promedió 3,1 puntos y 1,9 rebotes. Tras acabar la temporada fue nuevamente transferido, en esta ocasión a los Pride de la Universidad Hofstra. Después de llegar a Hofstra, se centró en perder peso y mejorar su tiro de tres puntos. Disputó dos temporadas, en las que promedió 19,3 puntos, 5,6 rebotes y 4,6 asistencias por partido, siendo elegido ambos años como el Jugador del Año de la Colonial Athletic Association. Recibió además en 2022 el Premio Haggerty al mejor baloncestista universitario del área metropolitana de Nueva York.
Fue transferido a los Crimson Tide de la Universidad de Alabama para su último año de elegibilidad, en el que promedió 13,4 puntos, 5,4 rebotes y 4,6 asistencias por partido.

#### Estadísticas
| Año     | Equipo        | PJ  | PT  | MPP  | %TC  | %3P  | %TL  | RPP | APP | ROB | TPP | PPP  |
| ------- | ------------- | --- | --- | ---- | ---- | ---- | ---- | --- | --- | --- | --- | ---- |
| 2019–20 | Saint Peter's | 28  | 14  | 19.4 | .405 | .340 | .879 | 2.5 | 1.9 | .7  | .0  | 8.1  |
| 2020–21 | Oregon        | 9   | 0   | 12.4 | .423 | .214 | .750 | 1.9 | .8  | .3  | .0  | 3.1  |
| 2021–22 | Hofstra       | 32  | 32  | 35.2 | .477 | .330 | .935 | 5.7 | 5.0 | 1.5 | .2  | 18.5 |
| 2022–23 | Hofstra       | 31  | 31  | 37.2 | .478 | .368 | .809 | 5.5 | 4.3 | 1.5 | .2  | 20.2 |
| 2023–24 | Alabama       | 37  | 37  | 30.9 | .449 | .313 | .847 | 5.4 | 4.6 | 1.6 | .2  | 13.4 |
| Total   | Total         | 137 | 114 | 29.8 | .460 | .336 | .863 | 4.7 | 3.8 | 1.3 | .2  | 14.4 |

### Profesional
Tras no ser elegido en el Draft de la NBA de 2024, firmó con los Detroit Pistons el 7 de octubre, pero fue despedido diez días más tarde. El 29 de octubre, se unió  a su filial, los Motor City Cruise.